# Methanocella paludicola
Methanocella paludicola es un tipo de arquea que produce metano. Fue aislado primeramente de un arrozal. Es mesófilo y hidrogenotrófico, y tiene tipo de cepa SANAET (=JCM 13418T =NBRC 101707T =DSM 17711T).